# Présidence suédoise du Conseil de l'Union européenne en 2023
Pour un article plus général, voir Présidence du Conseil de l'Union européenne.
Présidence tchèque du Conseil de l'Union européenne en 2022 Présidence espagnole du Conseil de l'Union européenne en 2023
La présidence suédoise du Conseil de l'Union européenne en 2023 est la troisième présidence tournante du Conseil de l'UE assurée par la Suède.
La Suède succède à la Tchéquie au siège de la présidence le 1er janvier 2023. La présidence suivante est assurée par l'Espagne à partir du 1er juillet 2023.

## Priorités
La présidence a décidé de concentrer ses travaux sur quatre priorités :
- la sécurité et l’unité
- la compétitivité
- la transition écologique et transition énergétique
- les valeurs démocratiques et l'État de droit

## Identité visuelle

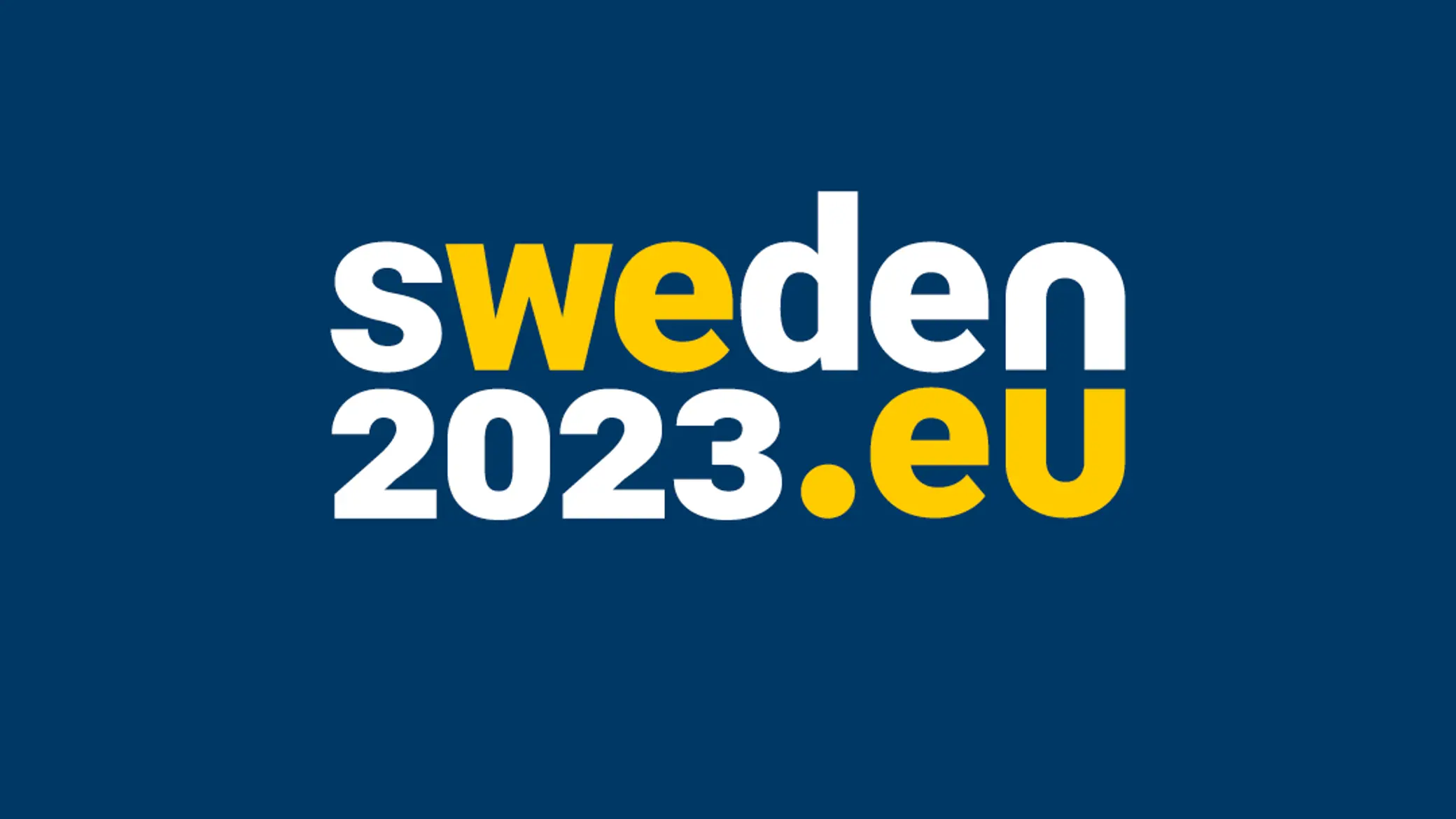
1 des 3 versions du logotype de la présidence suédoise
Version en blanc
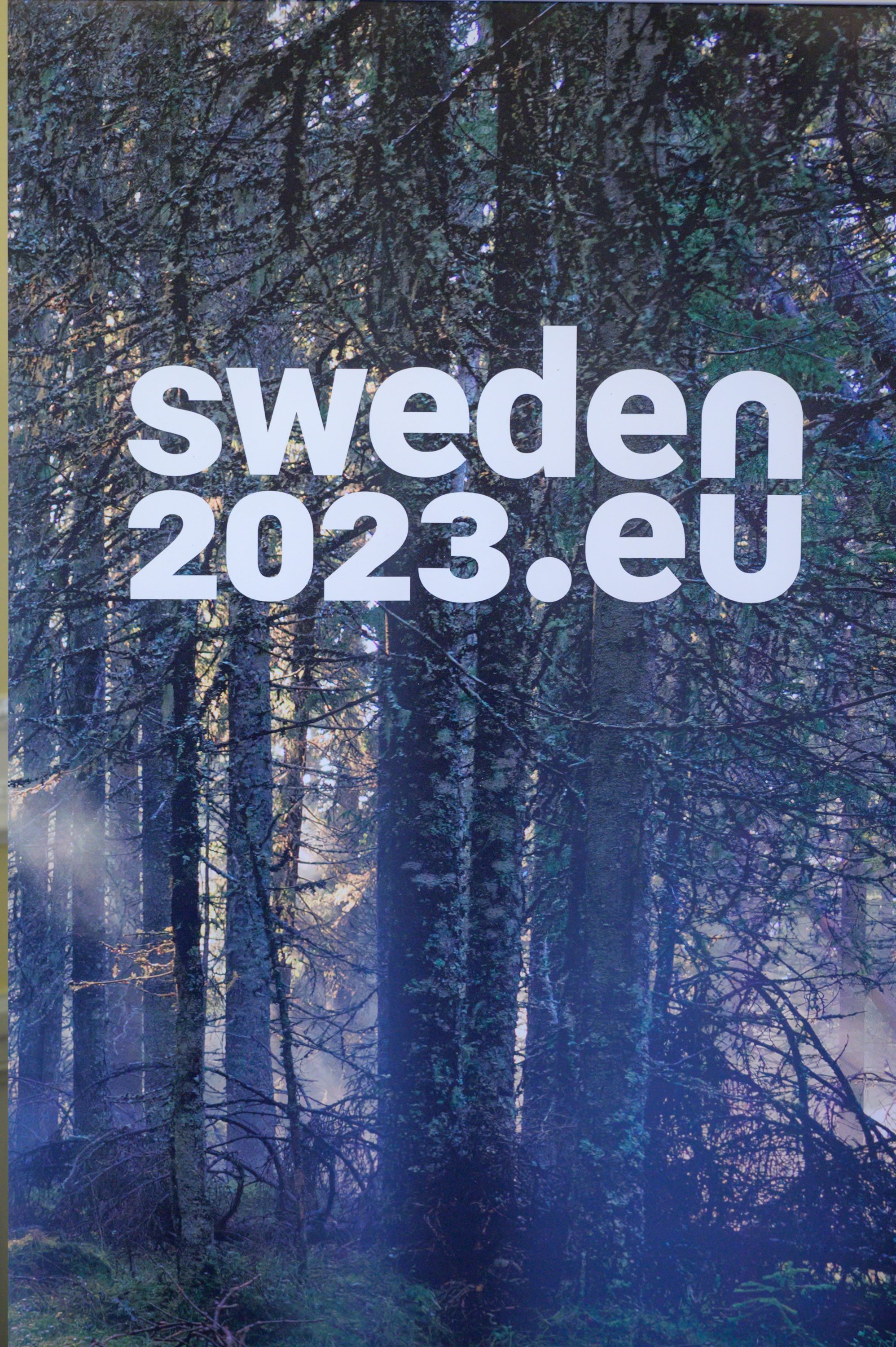
Version nature